# Grand commandeur
Le grand commandeur occupait un poste élevé dans la hiérarchie de l'ordre de Saint-Jean de Jérusalem. Dans certains textes, il porte le nom de grand précepteur. Cela provient du fait que commandeur et preceptor était communément utilisé l'un l'autre. Grand commandeur était la dignité affecté, à partie de 1340, au pilier de la langue de Provence.
Il existait précédemment deux grands commandeurs, le grand commandeur de l'Hospital et le grand commandeur de l'Outre-mer. Ils furent remplacés, lors de la réforme de 1340 par le grand hospitalier de la langue de France, qui reprend les fonctions du grand commandeur de l'Hospital et les prieurs provinciaux, qui reprennent et se partagent la fonction de grand commandeur de l'Outre-mer.

## Liste des grands commandeurs
- Pierre de Corneillan (1328 - 1332)[2] (Grand commandeur de l'Hospital)
  - Commandeur de Puissubran, prieur de Saint-Gilles, grand maître
- Guillaume de Reillane (oct. 1329/30 - août 1332)[3] (Bailli conventuel - Grand commandeur)
  - Commandeur de Saint-Pierre-Avez, Fronton et Raignac, prieur de Saint-Gilles (août 1332-1352)
- Dieudonné de Gozon (1337 - 1346)[4],[5]
  - Grand maître (1346-1353)
- Pierre de Corneillan (1347)[6]
  - Compagnon (socios) du grand maître (1325-1335), commandeur de Pexiora (1349-1353), prieur de Saint-Gilles (15 mars 1353 - déc 1353), grand maître (déc. 1353 - 24 août 1355)
- ? (1354 - 1358)
- Roger de Montaut (1358 - 1361/62)[7],[8]
  - Capitaine général des galères (?-1347), commandeur de Canabières
- Raymond Bérenger (1362 - juin 1365)[9]
  - Commandeur de Marseille, grand maître (1365-1374)
- Pons de Montdragon (1365 - 1367)[10]
- Geoffroy Rostang / Rostaing (1369 - † 1373/74)[11],[12]
  - Commandeur des Omergues (1366), de Trinquetaille
- Bertrand Flote (1374 - † avr. 1382)[13]
  - Commandeur de Naples, Tenant lieu de grand maître (1378)
- ? (1382 - 1390), [peut-être Jean Savin (avant 1388), commandeur de Manosque][14]
- Hugues Giraud (19 oct. 1390 - † Juin/juill. 1391)[15],[16]
  - Commandeur de Nice (1382-1387), gouverneur de Smyrne, commandeur d'Arles (1390-1391)
- Jean Flote (23 sept. 1392 - 1402)[15],[17]
  - Commandeur de Vénose, prieur de Saint-Gilles (1402-1420)
- Elie de Fossat (22 sept. 1403 - 2 déc. 1407)[18]
  - Commandeur de Caignac et Villemartin (déc. 1384-?), d'Argentens (25 juin 1390- 4 jan. 1400), de Saint-Nexans, de Pézenas (4 jan. 1400- † 1407/08). Châtelain de Corinthe (juill. 1399-?).
- Pons de Panat ou de Pagnac (v. 1407 - † 5 mai 1410)[19],[20]
  - Commandeur de Montpellier
- Pierre du Teil (21 mai 1410 - 22 avr. 1412)[19],[21]
  - Commandeur de Jalès (1409), prieur de Toulouse (22 avr. 1412 - † 1428)
- ? (1412 - 1422)
- Jean de Venterol (1422 - † 27 nov. 1432)[22]
  - Commandeur des Omergues (1390), de Trinquetaille, Manosque et Aix (1422)
- Jean Claret (23 avr. 1433 - † avr. 1438)[23]
  - Commandeur d'Arles, lieutenant ad interim du grand maître Jean de Lastic en attendant son arrivée à Rhodes (1437)
- Jean Romieu de Cavaillon (1438 - fév. 1443), déchu et emprisonné[24]
  - Commandeur de Manosque (...-1438), Commandeur de Trinquetaille, Saliers et Gap (1438-1443 ; chambres priorales),
- Frère Aymar (Marot Hugolen) (1443-...)[25]
  - Commandeur d'Avignon
- Jean Romieu de Cavaillon (28 avr. 1446 - ...), rétabli[26]
  - Prieur de Saint-Gilles (1448 - † oct. 1449)
- Pierre d'Uzès (19 oct. 1449 - fév. 1451)[27]
  - Commandeur de Manosque
- Raimond de Theys (1451 - 1455/56)[28]
  - Commandeur de Poët-Laval
- Gabriel Viel (1456 - 1460)[29]
  - Commandeur de Valence
- Pierre Rafin (1460 - 1466)[30]
  - Commandeur de Vaours, prieur de Toulouse (1466)
- Jean de Castelnau (1466 - ...)[31]
  - Commandeur d'Espalion, La Capelle-Livron et Douzain
- Jean de Castellane (... - † 1469), peut-être le même que le précédent[32]
  - Commandeur de Manosque
- Pierre Ferrand (1469 - 4 fév. 1475)[33]
  - Prieur de Toulouse (4 fév. 1475 - ...)
- Guillaume Ricard (1475 - † 1480), tué par les ottomans pendant le siège de Rhodes[34]
  - Commandeur du Bastit (1450), de la Selve (1457), de la Tronquière (1468), de Durbans et Espédaillac (1476)
- Cellion de Demandols / de Mandols (1480 - oct. 1482)[35]
  - Bailli de Manosque (...-1480), prieur de Saint-Gilles (nov. 1482 - 1496)
- Pons de Malevieille de Vaours (1482 - nov. 1484)[36]
  - Bailli de Manosque (1480-1482), prieur de Toulouse (22 nov. 1484 - 1489)
- Ardouin de La Plane (1490)
  - Commandeur de La Selve, bailli de Manosque (1484-1489)
- Frère Ranguis
  - Prieur de Toulouse (...-1514)
- Melchior Cossa (1498 - 6 jan. 1510)[37]
  - Commandeur de Trinquetaille, Sainte-Luce (Arles)[38] et Nice
- François Flote (26 avr. 1510 - 1514)[37]
  - Bailli de Manosque, prieur de Toulouse (1514-...)
- Guillaume Seytre de Caumont (8 juill. 1514 - † jan. 1515)[39]
  - Commandeur de Garidech et de Poët-Laval (1495-1510), , bailli de Manosque (1510/11-1514)
- Jean Jovin (9 jan. 1515 - 1518)[40]
  - Bailli de Manosque (1514), prieur de Toulouse (1520-†1521)
- Gabriel de L'Estang dit Pomairols (1518 - † 1522), meurt pendant le siège de Rhodes[41]
  - Bailli de Manosque (1517-1522), prieur de Toulouse (1521-1522)
- Didier de Sainte-Jalle (8 jan. 1523), nommé mais il renonce pour prendre le grand prieuré de Toulouse[42]
  - prieur de Toulouse (1523-1535), grand maître (1535-1536)
- Raimond Ricard (1523), nommé mais renonce également pour prendre le bailliage de Manosque[43]
  - Commandeur de Sainte-Luce et de La Capelle-Livron, bailli de Manosque (1523-1528), prieur de Toulouse (26 nov. 1535-1536), prieur de Saint-Gilles (mai/juin 1536-déc. 1540)
- Tristan del Sales de Lescure (1523 - mai 1528)[44]
  - Commandeur de Saint-Félix
- Raimond Ricard (1528 - 24 nov. 1535)[45]
  - cf. 1523
- Guiot de Panat (24 nov. 1535 - 22 jan. 1536)[46]
  - Commandeur de Caubin (...-1515), d'Argentens (...-1535), prieur de Saint-Gilles (22 jan. 1536-...)
- Pierre de Grasse (25 jan. 1536 - juin 1536)[47]
  - Commandeur de Saint-Félix (...-1536), prieur de Toulouse (17 juin 1536-...)
- Géraud de Massas (17 juin 1536 - 8 fév. 1541)[48]
  - Commandeur de Caignac et de Puysubran (1513-1536), prieur de Saint-Gilles (9 fév. 1541-28 déc. 1545)
- Fouquet de Caritat (9 fév. 1541 - juil. 1544)[49]
  - Bailli de Lango, commandeur de Douzains, La Tronquière et Pézenas, prieur de Toulouse (juil. 1544-1552/juill. 1553)
- Poncet d'Urre (18 juil. 1544 - 29 oct. 1545)[50]
  - Commandeur d'Aix et de La Cavalerie, bailli de Manosque (30 oct. 1545-18 oct. 1548)
- Robert Albe de Roquemartine (30 oct. 1545 - 16 jan. 1546)[51]
  - Commandeur de Trinquetaille et de Sainte-Luce, prieur de Saint-Gilles (17 jan. 1546- † 5 oct. 1549)
- Antoine de Barras (17/27 jan. 1546 - ...)[52]
  - Commandeur d'Auvergne
- Philippe Giraud du Broc (17 mars 1548 - 18 nov. 1549)[53]
  - Commandeur de Caignac et Renneville, prieur de Saint-Gilles (19 nov. 1549-...)
- Antoine Gonin dit de Pènes (19 nov. 1549 - † 1551)[54]
  - Commandeur de Saint-Félix
- Claude de Gruel dit la Borel (28 nov. 1551 - 27 sept. 1553)[55]
  - Commandeur de Bordeaux, prieur de Toulouse (28 sept. 1553- † 1555)
- Pierre de Beaulac Trébons (28 sept. 1553 - 8 sept. 1555)[56]
  - Prieur de Toulouse (9 sept. 1555-...)
- Jean de Valette (9 sept. 1555 - 12 nov. 1556)[57]
  - Commandeur du Bastit, Renneville et Caignac, Gouverneur de Tripoli (1546-?), commandeur de Pézenas (1554), bailli de Lango (1555), prieur de Saint-Gilles (13 nov. 1556-20 août 1557), grand maître (1557-1568)
- François de Touche-Bœuf Clairmont (1556/57 - 25 août 1557)[58]
  - Commandeur de Condat, prieur de Saint-Gilles (26 août 1557-jan.1558)
- Pierre de Gosson Melac (30 août 1557 - 14 mars 1558)[59]
  - Commandeur de Golfech et Montsaunès, prieur de Saint-Gilles (15 mars 1558-...)
- Charles d'Urre d'Espierres dit de Teissières (17 mars 1558 - † 1560)[60]
  - Commandeur de Jalès, général des galères de l'ordre (1560)
- Louis du pont (2 mai 1560 - 22 mars 1562)[61]
  - Commandeur de la Selve, prieur de Saint-Gilles (23 mars 1562- † 17 jan. 1569)
- Guiot del Sales de Lescure (7 avr. 1562 - † 1566)[62]
  - Commandeur de Saint-Félix
- Antoine de Rodez dit Montalègre (10 mai 1566 - † 1566)[63]
  - Commandeur de Vaours
- Claude de Glandevès (26 avr. 1568 - 14 jan. 1569)[64]
  - Commandeur de Puimoisson, prieur de Saint-Gilles (21 jan. 1569-...)
- Balthazar de Vintimille Ollioules (15 jan. 1569 - 11 oct. 1570)[65]
  - Commandeur de Marseille, prieur de Toulouse (12 oct. 1570-sept. 1576)
- François de Panisse (1570 - 1er mars 1573)[66]
  - Commandeur de Renneville, prieur de Saint-Gilles (2 mars 1573-...)
- Pierre Hébrail dit Rivière (2 mars 1573 - † fév. 1575)[67]
  - Commandeur de Durbans
- Maturin de Lescout dit Romegas (19 fév. 1575 - 16 sept. 1576)[68]
  - Grand prieur d'Irlande (?-18 fév. 1575), prieur de Toulouse (17 sept. 1576-oct./déc. 1581)
- François de Moreton Chabrillan (17 sept. 1576 - 23 juill. 1579)[69]
  - Commandeur de Montpellier et du Burgaut, bailli de Manosque (24 juill. 1579-...), général des galères
- Hugues Loubens de Verdalle (1579 - 12 jan. 1582)[70]
  - Commandeur de Castelsarrasin, de Pézenas et de La Capelle-Livron, grand maître (1582-1595)
- Charles de Grasse Brianson (15 jan. 1582 - 17 mars 1582)[71]
  - Prieur de Toulouse (17 mars 1582-20 mai 1582), général des galères (1582/83), bailli de Manosque (18 juin 1585-...)
- François de Puget (17 mars 1582 - 20 mai 1582)[71]
  - Commandeur de Durbans, bailli de Manosque (20 mai 1582-17 juin 1585), prieur de Saint-Gilles (25 mai 1591- † 22 sept. 1600)[72]
- Charles de Grasse Brianson (20 mai 1582 - 1585)[73]
- François de Puget (18 juin 1585 - 24 mai 1591)[74]
- Jean de Soubiran Arifat (25 mai 1591 - 18 sept. 1594)[75]
  - Commandeur de la Tronquière, prieur de Toulouse (19 sept. 1594-déc 1596)
- Pierre de Montaubau Vaguedemar (1594 - 1596)[76]
  - Commandeur de Pexiora (Puyssubran), prieur de Toulouse (déc. 1596-1597)
- Pierre de Roquelaure de Saint-Aubin (28 déc. 1596 - 19 juil. 1600)[72]
  - Commandeur de Montsaunès, Renneville et Vaours, prieur de Saint-Gilles (20 juil. 1600-5 nov. 1621)
- Pierre d'Esparbès de Lussan (20 juill. 1600 / 19 nov. 1600 - 7 mars 1602)[77]
  - Commandeur de Golfech  (1577-1617) et Argentens (1600), prieur de Saint-Gilles (8 mars 1602- † 5 nov. 1621)[78]
- Jean de Vintimille Ollioules (8 mars 1602 - 24 avr. 1603)[79]
  - Commandeur de Renneville, bailli de Manosque (25 avr. 1603- † 1 fév. 1610)
- Claude de Thézan-Vénasque (2 juin 1603 - 1605)[79]
  - Commandeur de la Tronquière
- Boniface de Puget Chasteuil (1605 - oct. 1609)[80]
  - Commandeur d'Avignon
- Astier de Glandevès Peipin (6 oct. 1609 - 3 fév. 1610)[81]
  - Commandeur de Caignac, bailli de Manosque (4 fév. 1610- † 1617)
- Jean de Vasadal Vacqueiras (4 fév. 1610 - 19 jan. 1619)[82]
  - Commandeur de Peyries et Pézenas, receveur général de l'ordre en France (22 juin 1613-...), prieur de Toulouse (20 jan. 1619- ...)
- Antoine de Paule (20 jan. 1619 - 26 fév. 1621)[83]
  - Commandeur de Sainte-Eulalie et La Capelle-Livron, prieur de Saint-Gilles (27 fév. 1621-9 mars 1623), grand maître (10 mars 1623-1636)
- Balthazar d'Agout Moriès (fév. 1621 - 10 mars 1623)[84]
  - Commandeur de ?, prieur de Saint-Gilles (11 mars 1623-...)
- Jean François de Puget Chasteuil (1623 - 27 fév. 1625)[85]
  - Commandeur de Sainte-Luce, bailli de Manosque (28 fév. 1625-nov. 1634)
- Georges de Castellane d'Alluis (1625 - 22 jan. 1630)[86]
  - Prieur de Toulouse (23 jan. 1630- † 12 nov. 1645)
- Claude d'Urre Venterol (1630 - 3 sept. 1631)[87]
  - Commandeur de Peyries et Castelsarrasin, prieur de Saint-Gilles (4 sept. 1632-...)
- Claude-François de Gerente La Bruyère (4 sept. 1631 - 13 mars 1634)[88]
  - Commandeur d'Avignon, prieur de Saint-Gilles (14 mars 1634-...)
- Honoré de Quiqueran Beaujeu (14 mars 1634 - 10 août 1637)[89]
  - Commandeur de Condat (1603), de Durbans (1604), de Saliers, prieur de Saint-Gilles (11 août 1637- † 24 avril 1642)
- Guillaume de Vincent Savoillan (6 oct. 1637 - 19 mai 1642)[90]
  - Prieur de Saint-Gilles (20 mai 1642- † 12 fév. 1644)
- Bailli Paul-Albert de Forbin (20 mai 1642 - 14 fév. 1644)[91]
  - Prieur de Saint-Gilles (15 fév. 1644-...)
- Henri de Merle Beauchamps (28 fév. 1644 - 13 nov. 1645)[92]
  - Commandeur de Peyriès
- Denis de Polastron La Illière (14  nov. 1645 - 9 mai 1655)[93]
  - Commandeur de Sainte-Luce et de La Cavalerie, Prieur de Toulouse (10 mai 1655- † 1 sept. 1662)
- Flote La Bastide Monsaléon (10 mai 1655 - 17 nov. 1655)[94]
  - Commandeur de Beaulieu, bailli de Manosque (18 nov. 1655-...)
- Alexandre de benque (18 nov. 1655 - 1656)[94]
  - Commandeur d'Argentens
- Jean-Bertrand de Luppé Guarrané (1656 - 11 Oct. 1657)[95]
  - Commandeur de Peyriès, prieur de Saint-Gilles (12 oct. 1657- † 10 juin 1664)
- Antoine de Puget Saint-Marc (1657 - 8 juin 1659)[96]
  - Commandeur d'Aix, Bailli de Manosque (9 juin 1659- † 16 mars 1664)
- Gaspard de Castellane Montméjean [Montmeyan?] (9 juin 1659 - 4 sept. 1662)[97]
  - Commandeur de Puimoisson, prieur de Toulouse (5 sept. 1662- † 1663)
- Jean-Louis de Corsac Montbérand (5 sept. 1662 - 26 sept. 1663)[98]
  - Prieur de Toulouse (27 sept. 1663-...)
- Antoine de Glandevès Castelet (1663 - 17 mars 1664)[99]
  - Commandeur d'Aix, bailli de Manosque (18 mars 1664-...)
- Jean d'Arpajon (18 mars 1664 - 13 juill. 1664)[100]
  - Commandeur de Trinquetaille, prieur de Saint-Gilles (14 juill. 1664- † 10 août 1677)
- Paul-Antoine de Robin Grabeson (1664 - 10 sept. 1666)[101]
  - Commandeur de Sainte-Eulalie, prieur de Toulouse (11 sept. 1666-...)
- Jean-Gaspard de Verdelin (1666 - † 20 avr. 1673)[102]
  - Commandeur de La Capelle-Livron
- Jean-Jacques d'Esparvès Lussan Carbonneau (22 avr. 1673 - 16 fév. 1674)[103]
  - Bailli de l'Aigle, commandeur de Marseille, bailli de Manosque (17 fév. 1674- † 1675)
- Bertrand de Moreton Chabrillan (17 fév. 1674 - 3 sept. 1677)[104]
  - Commandeur d'Avignon, prieur de Saint-Gilles (4 sept. 1677- † 18 juin 1682)
- François de Tressemanes Chasteuil (16 nov. 1677 - 1 nov. 1678)[105]
  - Commandeur de Peyriès, bailli de Manosque (2 fév. 1678-...)
- Lazare-Marcel de Galéan Châteauneuf (2 au 5 fév 1678)[106]
- François d'Agout Seillon (7 fév. 1678 - 18 juin 1682)[107]
  - Prieur de Saint-Gilles (19 juin 1682- † 21 jan. 1684)
- Jacques d'Agout Chanousse (7 mars 1682 - )[108]
  - Commandeur de Saliers
- Jacques d'Ancesune Caderousse (? - 21 jan 1684)[108]
  - Gouverneur de Carcassonne, prieur de Saint-Gilles (22 jan. 1684- † 24 juil. 1692)
- Frère Jacques (fils de Thomas de Vilages, écuyer) (22 jan. 1684 - ...)[109]
  - Bailli de Manosque (?- † 20 jan. 1689)
- Vincent-Anne de Forbin La Fare (? - 16 mai 1688)[110]
  - Prieur de Toulouse (17 mai 1688- † 5 nov. 1688)
- Frédéric de Berre Colongue (1688 - 30 nov. 1688)[110]
  - Prieur de Toulouse (1 déc. 1688- † 1704)
- François de Seytres Caumont (1 déc. 1688 - † 28 juil. 1691)[111]
  - Capitaine de Galère, Ambassadeur de l'ordre auprès des papes Alexandre VII et Clément IX
- François de Morges Ventavon (24 août 1691 - 10 août 1692)[112]
  - Commandeur de Marseille, prieur de Saint-Gilles (11 août 1692-...)
- Christophe de Baroncelli Javon (11 août 1692 - 22 fév. 1699)[113]
  - Commandeur de Sainte-Eulalie, prieur de Saint-Gilles (22 fév. 1699-...)
- Gaspard de Pontevès Bargème (1699 - 11 déc. 1704)[114]
  - Commandeur de Vaour, prieur de Toulouse (12 déc. 1704-...)
- Charles de Glandevès Cuges (12 déc. 1704 - † 9 sept. 1708)[115]
  - Commandeur de Sainte-Luce et Pexoria (Puisubran)
- Toussaint de Forbin-Janson (11 sept. 1708 - † 24 mars 1713)[116]
  - Cardinal, commandeur d'Avignon
- César de Villeneuve Thorenc (26 avr. 1713 - 11 mai 1714)[117]
  - Prieur de Saint-Gilles (12 mai 1714- † 24 oct. 1716)
- Richard de Sade Masan (12 mai 1714 - 15 oct. 1716)[118]
  - Commandeur de Montfrin, Puimoisson et Jales, prieur de Saint-Gilles (16 oct. 1716- † 7 mars 1719)
- Joseph de Félix La Reynarde (16 oct.  1716 - 19 nov. 1719)[119]
  - Prieur de Saint-Gilles (20 nov. 1719-...)
- François de Signier de Piosin[120] (19/20 mars 1719 - † 27 mai 1720)[121],[122],[123]
  - Commandeur d'Astros, prieur de Toulouse (27 mai 1720, décès le jour même)
- Jacques-françois de Privat Fontanille (28 mai 1720)[124]
  - Commandeur de Saint-Félix, prieur de Toulouse (29 mai 1720- † 8 juin 1720)
- Octave de Galéan (29 mai 1720 - 8 juin 1720)[124]
  - Commandeur de Valence, prieur de Toulouse (9 juin 1720- † 16 sept. 1730)
- Félix de Grimaldi (9 juin 1720 - 18 avr. 1721)[125]
  - Commandeur de Montpellier, prieur de Toulouse (19 avr. 1721- † 4 déc. 1734)
- Jean-Augustin de Grille (5 mai 1721 - 9 juin 1721)[126]
  - Commandeur d'Aix, bailli de Manosque (10 juin 1721- † 10 jan. 1731)
- René du Pré (10 juin 1721 - 18 oct. 1730)[127]
  - Commandeur d'Astros, prieur de Toulouse (19 oct. 1730- † 1er juin 1733)
- Thomas de Fogasse de La Bastie (19 oct. 1730 - 6 mars 1733, † le 15 du même mois)[128]
  - Commandeur de Sainte-Luce
- Charles d'Ayguières (7 mars 1733 - 2 juin 1733)[129]
  - Commandeur de Bordères, prieur de Toulouse (3 juin 1733- † 24 mars 1743)
- Pierre de Tibaut Saves (3 juin 1733 - † 5 oct. 1734)[130]
  - Commandeur d'Aix
- Sauveur de Foresta Colongue (3 nov. 1734 - 6 déc. 1734)[130]
  - Commandeur de Renneville, prieur de Saint-Gilles (7 déc. 1734- † 12 nov. 1737)
- Vincent Sauveur de Gaillard (9 déc. 1734 - 11 déc. 1737)[131]
  - Commandeur d'Aix, prieur de Saint-Gilles (12 déc. 1737- † 22 jan. 1745)
- Paul-Antoine de Robin Barbentane (12 déc. 1737- 14 avr. 1743)[132]
  - Commandeur de Valence, prieur de Toulouse (15 avr. 1743- † 11 mars 1746)
- Octave de Galéan (15 avr. 1743 - 16 mars 1745)[133]
  - Commandeur de La Selve, prieur de Saint-Gilles (17 mars 1745- † 7 avr. 1750)
- Charles de Roquefort Marquin (1745 - 11 mars 1746)[134]
  - Commandeur de La Tronquière, prieur de Toulouse (12 mars 1746- † 8 nov. 1748)
- Joseph de Béon Casaux (12 mars 1746 - † 16 mars 1746)[135]
  - Commandeur de Plaignes et La Tronquière
- Henry de Chalvet (1746 - 2 déc. 1748)[135]
  - Commandeur de La Selve, prieur de Toulouse (3 déc. 1748-...)
- Pierre d'Albertas Sainte-Maime (3 déc. 1748 - † 4 avr. 1750)[135]
  - Commandeur de Saint-Christol, bailli de Manosque (1741-2 déc. 1748)
- Joseph-François de Piolenc (5 avr. 1750 - 7 avr. 1750 / 3 jan. 1751)[136]
  - Commandeur de Bordeaux et Espalion, prieur de Saint-Gilles (3 jan. 1751- † 17 juin 1757)[137]
- Charles de Vignes Parisot (1751 - † 12 avr. 1751)[136]
  - Commandeur de Saint-Félix
- Antoine d'Albertas Dauphin (1751[136] - 1757)
  - Commandeur de Puimoisson, prieur de Toulouse (1757-1767)
- Jean-Baptiste de Durand de Sartoux (1759[138] - † 24 mars 1760)[139]
  - Commandeur de Montfrin et d'Avignon (1748), de Sainte-Luce
- Paul-Augustin des Rolands de Réauville / de Rolland de Réauville (oct. 1771[140] - 1772/73)[141]
  - Commandeur de Jalès, prieur de Saint-Gilles (19 juin 1773- † 6 janvier 1782)
- Joseph-Guillaume-François-Gabriel de Lestang-Parade (? - 1783)[142]
  - Prieur de Saint-Gilles (13 sept. 1783- † 14 août 1786)
- ?  (sept.83 - 1786)[143]
- ? (1786 - 1787)[144]
- Gaspard-Louis de Tulles de Villefranche (8 mai 1787 - 30 avr. 1789)
  - Prieur de Saint-Gilles (1er mai 1789-1791), † 1807

## Sources
- Nicole Bériou (dir. et rédacteur), Philippe Josserand (dir.) et al. (préf. Anthony Luttrel & Alain Demurger), Prier et combattre : Dictionnaire européen des ordres militaires au Moyen Âge, Fayard, 2009, 1029 p. (ISBN 978-2-2136-2720-5, présentation en ligne)
- Abbé César-Augustin Nicolas, « Histoire des grands prieurs et du prieuré de Saint-Gilles par M. Jean Raybaud, avocat et archivaire de ce prieuré : tome I », Mémoires de l'Académie de Nîmes, t. XXVI,‎ 1903, p. 1-146 (1o partie), lire en ligne sur Gallica
- Abbé C. Nicolas, « Histoire des grands prieurs et du prieuré de Saint-Gilles par M. Jean Raybaud, avocat et archivaire de ce prieuré : tome I », Mémoires de l'Académie de Nîmes, t. XXVII,‎ 1904, p. 147-446 (2o partie), lire en ligne sur Gallica
- Abbé C. Nicolas, « Histoire des grands prieurs et du prieuré de Saint-Gilles par M. Jean Raybaud, avocat et archivaire de ce prieuré : tome II », Mémoires de l'Académie de Nîmes, t. XXVIII,‎ 1905, p. 1-270, lire en ligne sur Gallica
- Abbé C. Nicolas, Histoire des grands prieurs et du prieuré de Saint-Gilles faisant suite au manuscrit de Jean Raybaud, 1751-1806 : tome III, 1906, lire en ligne sur Gallica